# Hugh Bigod, I conte di Norfolk
Hugh Bigod, I conte di Norfolk (Belvoir Castle, 1095 – Palestina, 1177), figlio di Roger Bigod (morto nel 1107).

## La famiglia
Hugh Bigod nacque nel 1095 da Roger Bigod, cavaliere normanno che combatté durante la Battaglia di Hastings. Alla morte del padre nel 1107, suo fratello maggiore, William Bigod, ereditò le terre paterne, ma morì nel 1120 nel naufragio della Nave Bianca. Poiché non aveva avuto figli, la successione toccò al fratello Hugh, che divenne così tenutario di diverse proprietà sparse fra l'Inghilterra e la Francia dove risiedevano i domini dei Toesny, famiglia della madre.

## Stefano o Matilde?
Quando nel 1135 re Enrico I d'Inghilterra morì senza eredi maschi, la sola discendente diretta era Matilde d'Inghilterra (1102-1167) cui Enrico aveva lasciato il trono. Tuttavia Matilde era sul continente e per di più era incinta, motivo per cui s'attardò a tornare in patria e quel tempo venne usato da suo cugino Stefano d'Inghilterra per salire al trono, rompendo la promessa che aveva fatto di proteggere i diritti di Matilde. Hugh in quell'occasione sostenne che in realtà Enrico aveva voluto lasciare il trono a Stefano schierandosi così dalla sua parte nella guerra civile che ne seguì. Nel 1139 Matilde radunò un esercito in grado di mettere in difficoltà Stefano e sbarcò sulle coste inglesi, ne seguirono due anni di aspre lotte al termine dei quali Stefano venne catturato nel febbraio del 1141 e ufficialmente deposto. Gli anni seguenti non furono tranquilli: Stefano venne rilasciato prima della fine del 1141 e fino al 1147 la situazione politica rimase quanto mai incerta. Alla fine, fu la morte di Roberto di Gloucester, principale sostenitore ed fratellastro di Matilde, a mettere termine ai giochi. L'esercito della regina fu costretto a tornare in Francia e Stefano tornò sul trono, con l'accordo che gli sarebbe succeduto il figlio di Matilde, Enrico II d'Inghilterra, che avrebbe avviato la dinastia dei Plantageneti. 
All'inizio della rivolta Stefano seppe tenere uniti i nobili a lui fedeli, tuttavia nel 1136 si ammalò e ben presto si sparse la notizia, falsa, della sua morte. I nobili immediatamente insorsero e Hugh fu il primo ad imbracciare le armi assediando e quindi prendendo possesso della città di Norwich. Tuttavia Stefano non rimase a guardare, spedì l'esercito contro Bigod che ben presto fu costretto alla resa. Contrariamente a quanto ci si potesse aspettare il re non comminò sanzioni ai ribelli che per qualche anno gli rimasero fedeli, tuttavia quando nel 1140 Matilde iniziò ad avere la meglio Hugh si schierò con lei, per poi ripassare dalla parte di Stefano giusto in tempo per combattere nella Battaglia di Lincoln del 2 febbraio 1141, quando Stefano venne deposto e Hugh scelse di rimanere neutrale per il resto del conflitto.
Nel 1148 Stefano d'Inghilterra sedeva definitivamente sul trono, e in quel periodo si scontrò duramente con l'Arcivescovo Teobaldo, Hugh appoggiò quest'ultimo da cui ricevette in dono il Castello di Framlingham, ma non ci pensò su due volte a sedersi al tavolo delle trattative con gli uomini del re per trovare un accordo.

## Sottomesso ad Enrico II
Nel 1153 Stefano morì lasciando il trono al figlio di Matilde, Enrico II d'Inghilterra. Questi arrivò in Inghilterra per reclamare il proprio diritto di successione, Hugh capì che il vento stava per cambiare e combatté con il principe resistendo dentro la città di Ipswich per non cederla agli uomini di Stefano. Nel dicembre del 1154, Enrico II d'Inghilterra salì al trono premiando coloro che lo avevano appoggiato e confermando a Hugh il possesso di tutte le sue terre e proprietà. Enrico spese il primo anno di regno a rimettere insieme i baroni che si erano ritagliati un'eccessiva indipendenza sotto il governo del suo predecessore e nel riportare l'ordine in un paese diviso. 
Il controllo che Enrico esercitava sui nobili mal si adattava al carattere di Hugh.. Quando Enrico introdusse lo scutagium, una sorta di tassa che i nobili dovevano pagare in luogo del servizio militare (sistema che divenne pienamente operativo dal 1159), Hugh provò a ribellarsi, ma il re lo ricondusse al suo posto e nel 1157 ne ricevette la piena sottomissione. 
Dopo questo incidente, Hugh Bigod non appare più nelle cronache fino a quando il suo nome compare in una lista di persone scomunicate da Tommaso Becket per aver trattenuto delle terre che invece appartenevano a un monastero del Norfolk.

## La rivolta del 1173
Passarono gli anni e il figlio di Enrico, Enrico il giovane si ribellò all'autorità paterna: Hugh si alleò con lui insieme a molti altri baroni con il beneplacito dei sovrani di Francia e Scozia. Hugh si mise alla testa dei rivoltosi, forse desideroso di riprendersi tutto il potere di feudatario di cui si sentiva defraudato. Il giovane principe, per di più, gli promise la custodia del castello di Norwich come ricompensa. 
Re Enrico non difettava di energia e la buona sorte fu dalla sua parte, era riuscito infatti a tenere in scacco i vassalli francesi che volevano ribellarsi e si apprestava a fare altrettanto in patria, anche se per il momento i baroni inglesi sembravano in vantaggio. Robert de Beaumont, III conte di Leicester (morto nel 1190) giunse a Framlingham e si unì alle forze di Hugh il 29 settembre 1173. Insieme presero il castello di Hagenet, nel Suffolk espugnandolo dalle mani dei realisti, tuttavia la fortuna girò di nuovo. Beaumont, insieme ad altri baroni, venne catturato. Hugh era rimasto pressoché solo e, dopo aver capito di non poter vincere con le poche forze rimaste, propose ai realisti di negoziare. 
Hugh perse i suoi castelli, ma conservò titolo e terre ed alla fine visse in pace con Enrico II fino alla sua morte avvenuta nel 1177 in Palestina.
Hugh Bigod si sposò due volte, la prima, attorno al 1140 con Juliana de Vere (morta nel 1199 circa), suo nonno materno era Gilbert FitzRichard, II conte di Clare. Il loro matrimoniò fu annullato attorno al 1168. Insieme ebbero:
- Roger Bigod, II conte di Norfolk (1144 circa - 1221)

In seconde nozze si sposò con Gundreda de Beaumont (1135 circa - 1200) e insieme ebbero:
- Hugh de Bigod (circa 1156)
- William Hugh Bigod (circa 1168)